# Android Development Tools
Android Development Tools (ADT) は、Googleが開発した、Android用アプリケーションソフトウェア開発のためのツール。かつて推奨されていた統合開発環境、Eclipse用のプラグインであったが、2015年8月に開発終了し、2016年11月にサポートも完全に終了した。
現在は、代替の公式統合開発環境としてAndroid Studioが用意されている。

## 経緯
Androidが登場した当初は、Androidアプリケーション開発にはEclipseおよびADTが使われていた。しかし、IntelliJ IDEAをベースに、Android開発に特化した統合開発環境としてAndroid Studioが開発され、ADTは非推奨となった。EclipseおよびADTからAndroid Studioへ移行するためのツールも用意されている。